# Teun Mulder
Teunis "Teun" Mulder  (Zuuk, Epe, 18 de juny de 1981) és un ciclista neerlandès especialista en pista. Medallista als Jocs Olímpics de Londres, també ha guanyat dos Campionats del Món de Keirin i un de Quilòmetre.

## Palmarès
- 2000
  -  Campió dels Països Baixos en Òmnium
- 2001
  -  Campió dels Països Baixos de velocitat
  -  Campió dels Països Baixos en quilòmetre
- 2002
  -  Campió dels Països Baixos en quilòmetre
- 2003
  -  Campió d'Europa sub-23 en Keirin
- 2004
  -  Campió dels Països Baixos en quilòmetre
- 2005
  -  Campió del món de Keirin
  -  Campió dels Països Baixos de velocitat
- 2007
  - Campió d'Europa en Òmnium Sprint
- 2008
  -  Campió del món de Keirin
  -  Campió dels Països Baixos en quilòmetre
  -  Campió dels Països Baixos de velocitat
- 2009
  -  Campió dels Països Baixos de keirin
  -  Campió dels Països Baixos en quilòmetre
  -  Campió dels Països Baixos de velocitat
- 2010
  -  Campió del món de Quilòmetre contrarellotge
- 2011
  -  Campió dels Països Baixos en quilòmetre
  -  Campió dels Països Baixos de velocitat
- 2012
  -  Medalla de bronçe als Jocs Olímpics de Londres en Keirin

### Resultats a laCopa del Món
- 2001
  - 1r a Szczecin, en Quilòmetre
- 2004-2005
  - 1r a Los Angeles, en Keirin
  - 1r a Los Angeles, en Velocitat per equips
- 2005-2006
  - 1r a Sydney, en Velocitat per equips
- 2007-2008
  - 1r a Pequín, en Velocitat per equips
- 2009-2010
  - 1r a Cali, en Velocitat per equips